# نظریه آمار
نظریه آمار برای گستره طیفی تمام تکنیک‌ها، پایه‌ای را در طراحی مطالعه و آنالیز داده فراهم می‌کند، که در کاربردهای آمار به کار می‌روند. این نظریه روش‌های پیرامون مسائل تصمیم آماری و استنباط آماری را به همراه اعمال و قیاس‌هایی که اصول پایه بیان‌شده برای این روش‌های مختلف را ارضا می‌کند، در برمی‌گیرد. با یک روش فرضی، نظریه آمار راه‌های مقایسه فرایندهای آماری را معین می‌کند؛ این نظریه می‌تواند بهترین رویه ممکن در یک موضوع فرضی را برای مسائل آماری پیدا کند، و می‌تواند راهنمایی پیرامون انتخاب بین رویه‌های جایگزین فراهم کند.
جدا از ملاحظات فلسفی دربارهٔ چگونگی مداخله و تصمیم‌گیری آماری، نظریه آمار شامل آمار ریاضیاتی می‌باشد، و ارتباط تنگاتنگی با نظریه احتمال، نظریه مطلوبیت و نظریه بهینه‌سازی دارد.

## وسعت
نظریه آمار یک بنیان اساسی و یک پایه استوار برای انتخاب روش‌شناسی مورد استفاده در آمار کاربردی فراهم می‌کند

### مدل‌سازی
مدل‌های آماری منابع داده را توصیف می‌کنند و در ارتباط با این منابع و مسئله مورد مطالعه، انواع مختلفی از فرمول‌بندی را دارند. این مسائل به انواع متنوع زیر تقسیم می‌شوند:
- نمونه‌گیری از یک جامعه متناهی
- اندازه‌گیری خطای قابل‌مشاهده و رویه‌های تصحیح
- مطالعه آمار چندمتغیره

می‌توان بررسی کرد که آیا مدل‌های آماری استنتاجی کاربردی برای مجموعه داده نو فراهم می‌کنند یا نه. براساس علوم طبیعی بیکن و روش‌های علمی پیرس، تست یک فرضیه با استفاده از داده‌ای که برای مشخص کردن آن به‌کار رفته بود، یک سفسطه است.

### جمع‌آوری داده
نظریه آمار راهنمایی برای مقایسه روش‌های گردآوری داده فراهم می‌کند، که در آن مسئله اصلی، تولید داده اطلاعاتی با استفاده از بهینه‌سازی و انتخاب تصادفی با اندازه‌گیری و کنترل برای خطای قابل‌مشاهده می‌باشد. بهینه‌سازی گردآوری داده همزمان با ارضای اهداف آماری، هزینه‌های داده را کاهش می‌دهد، درحالی که انتخاب تصادفی امکان استنتاج معقول را فراهم می‌کند. نظریه آمار پایه یک جمع‌آوری خوب داده و ساختارسازی تحقیقات را در موضوعات زیر ممکن می‌سازد:
- طراحی آزمایش برای تخمین تأثیرات رفتاری، به منظور تست فرضیه، و بهینه‌سازی پاسخ‌ها.[۸][۱۰][۱۱]
- نمونه‌گیری برای توصیف جمعیت‌ها.[۱۲][۱۳][۱۴]

### خلاصه‌سازی داده
در آمار نظری، وظیفه خلاصه‌سازی داده آماری در اشکال معمولی (همچنین به آمار توصیفی مشهور است)، به عنوان مشکل توصیف چیستی بخش‌هایی از نمونه‌های آماری که نیاز به توصیف دارند، و چگونگی توصیف آن‌ها از یک نمونه داده محدود، مورد توجه قرار گرفته‌است؛ لذا مسائل آمار نظری مورد توجه عبارتند از:
- انتخاب آمار خلاصه برای توصیف یک نمونه
- خلاصه‌سازی توزیع احتمال داده نمونه همزمان با در نظر گرفتن فرض‌هایی محدود دربارهٔ شکلی از توزیع که باید ملاحظه شود
- خلاصه‌سازی ارتباط بین مقادیر مختلف که با توجه به آیتم‌های یکسان یک نمونه حاصل شده‌اند

### تفسیر داده
در کنار فلسفه‌ای که در پس استنباط آماری قرار دارد، نظریه آمار وظیفه دارد انواع سؤالاتی را که ممکن است آنالیز داده در ارتباط با مسائلی که مطالعه می‌کند، سؤال بپرسد، در نظر گیرد، و برای آن‌ها روش‌های آنالیز داده‌ای برای پاسخ را فراهم سازد. برخ از این وظایف عبارتند از:
- خلاصه‌سازی جامعه در شکل یک توزیع مناسب یا تابع چگالی احتمال
- خلاصه‌سازی ارتباط بین متغیرها با استفاده از انواع تحلیل رگرسیون
- فراهم‌کردن روش‌های پیش‌بینی نتایج یک مقدار تصادفی با فرض سایر متغیرهای مرتبط
- بررسی احتمال کاهش اعداد متغیرهایی که در یک مسئله مورد توجه قرار می‌گیرند

زمانی که یک رویه آماری در پروتکل مطالعه مشخص می‌شود، در هنگام به کارگیری در تمام جامعه برخاسته از انتخاب تصادفی که برای ایجاد داده به کار می‌رود، نظریه آمار جملات احتمال به‌خوبی‌تعریف‌شده‌ای را برای ان روش فراهم می‌کند. این کار سبب ایجاد راهی هدفمند برای تخمین پارامترها، تخمین فاصله اطمینان، آزمون فرضیات، و انتخاب بهترین گزینه می‌شود. حتی در داده‌های مشاهده‌ای، نظریه آمار روش محاسبه ارزشی را که می‌توان برای تفسیر نمونه‌ای از داده‌ای از یک جامعه را فراهم می‌کند و می‌تواند ابزار نشان‌دادن چگونگی معین‌شدن با استفاده از نمونه را ایجاد نماید.

### استنتاج آماری کاربردی
نظریه آمار اساس تعداد از روش‌های آنالیز داده را که در تحقیقات علمی و اجتماعی رایجند، فراهم می‌کند. برخی از این‌ها عبارتند از: استنباط آماری یک هدف مهم تحقیقات آماری است:
- تخمین پارامترها
- آزمایش فرضیات آماری
- فراهم‌کردن گستره از مقادیر به جای تخمین نقاط
- تحلیل رگرسیون

بسیاری از روش‌های این وظایف بر پایه فرضیات آماری معینی قرار دارند که در زمان کاربرد مورد توجه قرار می‌گیرند. نظریه آمار عواقب خروج از این فرضیات را مطالعه می‌کند. به‌علاوه، طیفی از روش‌های آمار باثبات را فراهم می‌کند که وابستگی کمتری به فرضیات دارند، و این امکان را ایجاد می‌کند که بررسی کنیم آیا فرضیات خاصی برای یک مجموعه داده، معقولند یا نه.